# North Ice
North Ice était le nom de la station de recherche de la British North Greenland Expedition (de 1952 à 1954) située sur une île du Groenland. Les coordonnées de la station étaient : 78° 04′ N, 38° 29′ O, son altitude : 2 345 m. The British North Greenland Expedition était commandée par James Simpson. 
La station enregistra la température la plus froide jamais observée dans l'hémisphère nord : −66,1 °C, le 9 janvier 1954, record battu depuis le 22 décembre 1991 dans la station de Klinck (toujours au Groenland) avec −69,6 °C.
Le nom de la station avait été choisi en référence à celle de South Ice en Antarctique. 